# Бакали (Жуалинський район)
Бакали́ (каз. Бақалы) — село у складі Жуалинського району Жамбильської області Казахстану. Входить до складу Кокбастауського сільського округу.
У радянські часи село називалося Кизилдікан.
Населення — 434 особи (2021; 505 у 2009, 676 у 1999, 514 у 1989).